# Saint-André-Goule-d'Oie
Saint-André-Goule-d'Oie és un municipi francès situat al departament de Vendée i a la regió de País del Loira. L'any 2007 tenia 1.584 habitants.

## Demografia

### Població
El 2007 la població de fet de Saint-André-Goule-d'Oie era de 1.584 persones. Hi havia 584 famílies de les quals 112 eren unipersonals (52 homes vivint sols i 60 dones vivint soles), 164 parelles sense fills, 284 parelles amb fills i 24 famílies monoparentals amb fills.
La població ha evolucionat segons el següent gràfic:
Habitants censats

### Habitatges
El 2007 hi havia 638 habitatges, 589 eren l'habitatge principal de la família, 10 eren segones residències i 39 estaven desocupats. 623 eren cases i 14 eren apartaments. Dels 589 habitatges principals, 491 estaven ocupats pels seus propietaris, 95 estaven llogats i ocupats pels llogaters i 3 estaven cedits a títol gratuït; 6 tenien una cambra, 18 en tenien dues, 56 en tenien tres, 151 en tenien quatre i 358 en tenien cinc o més. 514 habitatges disposaven pel capbaix d'una plaça de pàrquing. A 217 habitatges hi havia un automòbil i a 350 n'hi havia dos o més.

### Piràmide de població
La piràmide de població per edats i sexe el 2009 era:
| Homes | Edats   | Dones |
| ----- | ------- | ----- |
| 0     | 95 o +  | 0     |
| 0     | 90 a 94 | 5     |
| 10    | 85 a 89 | 8     |
| 1     | 80 a 84 | 4     |
| 24    | 75 a 79 | 17    |
| 31    | 70 a 74 | 27    |
| 15    | 65 a 69 | 29    |
| 32    | 60 a 64 | 32    |
| 24    | 55 a 59 | 34    |
| 44    | 50 a 54 | 32    |
| 55    | 45 a 49 | 39    |
| 50    | 40 a 44 | 49    |
| 53    | 35 a 39 | 37    |
| 54    | 30 a 34 | 39    |
| 44    | 25 a 29 | 54    |
| 39    | 20 a 24 | 27    |
| 53    | 15 a 19 | 53    |
| 51    | 10 a 14 | 29    |
| 48    | 5 a 9   | 29    |
| 38    | 0 a 4   | 38    |

## Economia
El 2007 la població en edat de treballar era de 1.061 persones, 863 eren actives i 198 eren inactives. De les 863 persones actives 820 estaven ocupades (460 homes i 360 dones) i 43 estaven aturades (10 homes i 33 dones). De les 198 persones inactives 88 estaven jubilades, 70 estaven estudiant i 40 estaven classificades com a «altres inactius».

### Ingressos
El 2009 a Saint-André-Goule-d'Oie hi havia 624 unitats fiscals que integraven 1.659 persones, la mediana anual d'ingressos fiscals per persona era de 17.309 €.

### Activitats econòmiques
Dels 37 establiments que hi havia el 2007, 1 era d'una empresa alimentària, 3 d'empreses de fabricació d'altres productes industrials, 15 d'empreses de construcció, 6 d'empreses de comerç i reparació d'automòbils, 2 d'empreses de transport, 3 d'empreses d'hostatgeria i restauració, 2 d'empreses financeres, 4 d'empreses de serveis i 1 d'una empresa classificada com a «altres activitats de serveis».
Dels 15 establiments de servei als particulars que hi havia el 2009, 2 eren tallers de reparació d'automòbils i de material agrícola, 2 paletes, 3 guixaires pintors, 4 fusteries, 1 lampisteria, 1 perruqueria i 2 restaurants.
Dels 2 establiments comercials que hi havia el 2009, 1 era una botiga de menys de 120 m² i 1 una fleca.
L'any 2000 a Saint-André-Goule-d'Oie hi havia 50 explotacions agrícoles que ocupaven un total de 1.596 hectàrees.

## Equipaments sanitaris i escolars
El 2009 hi havia una escola elemental.

## Poblacions més properes
El següent diagrama mostra les poblacions més properes.